# Vine ghețarul
Vine ghețarul sau Vine omul cu gheața (The Iceman Cometh) este o piesă de teatru dramatică de comedie de Eugene O'Neill. A fost scrisă în 1939 și publicată prima oară în 1946,. A avut premiera pe Broadway la Martin Beck Theatre la  9 octombrie 1946 sub regia lui Eddie Dowling, fiind jucată de 136 de ori până la 15 martie 1947. Piesa Vine ghețarul a fost puternic influențată de Azilul de noapte de Maxim Gorki.

## Prezentare
Povestea are loc în cârciuma lui Harry Hope în anul 1912.

## Personaje
- Harry Hope – proprietar văduv al barului și al pensiunii unde are loc acțiunea. Are tendința de a da băuturi gratuite, deși spune altceva în mod constant

- Ed Mosher – cumnatul lui Hope (fratele ultimei soții a lui Hope, Bess), fost contabil care a lucrat la circ
- Pat McGloin – fost locotenent de poliție care a fost condamnat nevinovat și forțat să-și dea demisia din poliție
- Willie Oban – absolvent al Facultății de Drept de la Harvard
- Joe Mott – fost proprietar al unei case de jocuri de noroc, este afroamerican
- General Piet Wetjoen – fost comandant al unui comando de Buri
- Căpitanul Cecil Lewis – fost căpitan britanic de infanterie
- James Cameron "Jimmy Tomorrow" – fost corespondent de război care tot amână pe mâine încercarea de a-și reobține slujba sa, de aici porecla sa "Jimmy Tomorrow"
- Hugo Kalmar – fost editor al unor periodice anarhiste, care citează adesea din Vechiul Testament
- Larry Slade – fost anarhist sindicalist
- Rocky Pioggi –  barman de noapte care este plătit puțin și-și câștigă existența permițând ca două prostituate, Pearl și Margie, să locuiască în pensiune, în schimbul unor bani pe care acestea le fac din prostituție, el disprețuiește să fie numit proxenet

- Don Parritt – adolescent, fiul unui fost anarhist
- Pearl – o prostituată care caută clienții pe stradă și care lucrează pentru Rocky
- Margie – o prostituată care caută clienții pe stradă și care lucrează pentru Rocky
- Cora –  o prostituată care caută clienții pe stradă, prietena lui Chuck
- Chuck Morello – barman de ziuă, prietenul Corei
- Theodore  "Hickey" Hickman – agent de vânzări
- Moran – detectiv de poliție
- Lieb – detectiv de poliție

## Adaptări

### Ecranizări
- Vine ghețarul (TV, 1960, The Play of the Week)
- Venit-a Ghețărilă (film din 1973). Regizat de John Frankenheimer. Scenariul a fost scris de Thomas Quinn Curtiss.

### Teatru radiofonic
- 1991, Vine ghețarul. Au interpretat actorii George Constantin, Mircea Albulescu, Gheorghe Cozorici, Virgil Ogășanu, Mariana Mihuț, Dana Dogaru, Irina Mazanitis, George Oancea, Constantin Dinulescu, Valentin Teodosiu, Corado Negreanu, Radu Panamarenco, Virgil Andriescu, Ion Haiduc, Radu Ițcuș, Candid Stoica, Sorin Gheorghiu, Gheorghe Pufulete.

## Vezi și
- Listă de piese de teatru americane